# 1166
| [ Edytuj tabelę ]                |                                                                 |
| Książę Małopolski                | - 1146 Bolesław IV Kędzierzawy 1173                             |
| Książę Wielkopolski              | - 1138 Mieszko III Stary 1177                                   |
| Król Angkoru                     | - 1165 Tribhuwanaditjawarman 1177                               |
| Król Anglii                      | - 1154 Henryk II 1189                                           |
| Król Aragonii i hrabia Barcelony | - 1164 Alfons II Aragoński 1196                                 |
| Książę Bawarii                   | - 1156 Henryk XII Lew 1180                                      |
| Margrabia Brandenburgii          | - 1144 Albrecht Niedźwiedź 1170                                 |
| Książę Burgundii                 | - 1162 Hugo III 1192                                            |
| Cesarz Bizancjum                 | - 1143 Manuel I Komnen 1180                                     |
| Cesarz Chin                      | - 1162 Song Xiaozong 1189                                       |
| Książę Czech                     | - 1140 Władysław II 1172                                        |
| Król Danii                       | - 1157 Waldemar I Wielki 1182                                   |
| Władca Egiptu                    | - 1160 Al-Adid 1171                                             |
| Król Francji                     | - 1137 Ludwik VII Młody 1180                                    |
| Król Gruzji                      | - 1156 Jerzy III 1184                                           |
| Hrabia Holandii                  | - 1157 Floris III 1190                                          |
| Cesarz Japonii                   | - 1165 Rokujō 1168                                              |
| Kalif                            | - 1160 Al-Mustandżid 1170                                       |
| Król Kastylii                    | - 1158 Alfons VIII Szlachetny 1214                              |
| Wielki książę Kijowa             | - 1159 Rościsław I Michał 1167                                  |
| Patriarcha Konstantynopola       | - 1156 Łukasz Chryzoberges 1169                                 |
| Władca Korei                     | - 1146 Ŭijong 1170                                              |
| Król Leónu                       | - 1157 Ferdynand II 1188                                        |
| Kalif Maroka                     | - 1163 Abu Jusuf I 1184                                         |
| Król Nawarry                     | - 1150 Sancho VI 1194                                           |
| Król Norwegii                    | - 1161 Magnus V 1184                                            |
| Hrabia Palatynatu                | - 1155 Konrad Hohenstauf 1195                                   |
| Papież                           | - 1159 Aleksander III 1181 - 1164 antypapież Paschalis III 1168 |
| Król Portugalii                  | - 1139 Alfons I 1185                                            |
| Sułtan Rumu                      | - 1156 Kilidż Arslan II 1192                                    |
| Książę Rusi halickiej            | - 1153 Jarosław Ośmiomysł 1187                                  |
| Cesarz Rzymski (niemiecki)       | - 1155 Fryderyk I Barbarossa 1190                               |
| Książę Saksonii                  | - 1142 Henryk Lew 1180                                          |
| Król Szkocji                     | - 1165 Wilhelm I 1214                                           |
| Król Szwecji                     | - 1155 Karol Sverkersson 1167                                   |
| Doża Wenecji                     | - 1156 Vitale II Michiel 1172                                   |
| Król Węgier                      | - 1163 Stefan III 1172                                          |

Rok 1166 / MCLXVI
stulecia: XI wiek ~
XII wiek ~
XIII wiek

lata: 1156 «
1161 «
1162 «
1163 «
1164 «
1165 «
1166
» 1167
» 1168
» 1169
» 1170
» 1171
» 1176

## Wydarzenia w Polsce
- 18 października podczas wyprawy przeciwko Prusom, kiedy przewodnicy wprowadzili wojsko w zasadzkę, zginął książę sandomierski Henryk.

## Wydarzenia na świecie
- Europa
  - Stefan Nemanja zostaje wielkim żupanem Raszki (Stara Serbia)[1].

## Urodzili się
- 29 lipca – Henryk z Szampanii, hrabia Szampanii i król Jerozolimy (zm. 1197)
- 24 grudnia – Jan I zwany „Janem bez Ziemi”, król Anglii (zm. 1216)

## Zmarli
- 7 maja - Wilhelm I Zły, król Sycylii (ur. ?)
- 18 października:
  - Henryk Sandomierski, książę sandomierski (ur. ok. 1130)
  - Mateusz, biskup krakowski (ur. ?)